# Myrmicocrypta bruchi
Myrmicocrypta bruchi är en myrart som beskrevs av Santschi 1936. Myrmicocrypta bruchi ingår i släktet Myrmicocrypta och familjen myror. Inga underarter finns listade i Catalogue of Life.